# Scarperia e San Piero
Scarperia e San Piero és un comune (municipi) de la Ciutat metropolitana de Florència (antiga província de Florència), a la regió italiana de la Toscana, situat uns 25 km al nord-est de Florència. Va ser creat l'1 de gener de 2014 després de la fusió dels antics municipis de Scarperia i San Piero a Sieve.
L'1 de gener de 2018 tenia 12.170 habitants.
Dins del municipi es troba el circuit de Mugello.